# タデウシュ・ストゥルガワ
タデウシュ・ストゥルガワ（ポーランド語: Tadeusz Strugała, 1935年2月20日 - ）は、ポーランドの指揮者。

## 経歴
1935年、カトヴィツェ生まれ。ヴロツワフ国立音楽院でアダム・コピチンスキに音楽理論と指揮法を学んだあと、ヴァイマルでアルヴィド・ヤンソンス、ヴェネチアでフランコ・フェラーラのレッスンを受けた。
1954年から1957年までヴロツワフ交響楽団にオーボエ奏者として在籍し、1960年にオポーレ国立交響楽団の指揮者となった。1964年にはヴロツワフ国立フィルハーモニー管弦楽団の指揮者に転任し、1969年に音楽監督に昇進して1980年まで在任した。1978年にはレオポルディウム室内管弦楽団の設立に参加。
1979年から1990年までワルシャワ国立フィルハーモニー管弦楽団の常任指揮者を務めた。1981年から1986年までクラクフフィルハーモニー管弦楽団の芸術監督、1989年から翌年までイスタンブール国立交響楽団の音楽総監督を兼任。1990年から1993年までワルシャワのポーランド放送交響楽団の芸術監督を務め、1994年からプラハ交響楽団の常任指揮者に転じて2001年までその任に当たった。2008年からクラクフ・フィルハーモニー管弦楽団の芸術監督に再任されている。